# Иван Колчагов (волейболист)
Вижте пояснителната страница за други личности с името Иван Колчагов.
Иван Колчагов е български волейболист. Роден на 17 юни 1981 г., той е висок 205 см и тежи 98 kg. Играл е в испанския отбор Тарагона. Състезава се за Тенерифе Сур (Тенерифе, Испания)